# معرض دمشق الدولي
معرض دمشق الدولي هو معرض دولي يقام في دمشق سنويا منذ عام 1954م وهو من أقدم وأعرق وأكبر المعارض الدولية في الشرق الأوسط، تشارك في دورات المعرض عشرات الدول من مختلف قارات العالم ومئات الشركات السورية والعالمية.

## لمحة تاريخية
عند انتخاب محمد علي العابد أول رئيس للجمهورية عام 1932 ازداد الاهتمام الرسمي بالتجار والصناعيين، بحكم أن الرئيس نفسه كان رجل أعمال مرموقاً وثرياً، وقد قرر الرئيس العابد إقامة معرض سنوي للصناعات الدمشقية، يهدف إلى تعريف التجار المحليين بالعالم الخارجي وتقديم منتجاتهم إلى الأسواق العالمية. عُين الأمير مصطفى الشهابي مديراً للمعرض، وسمي القاضي عارف النكدي، وكيلاً للمعرض. استغرق الإعداد لهذا المعرض عشرة أشهر وافتُتح تحت رعاية الرئيس العابد وبحضوره يوم 31 أيار 1936.
فيما بعد طالب المشاركون في المعرض من الحكومة السورية تحويله إلى فعالية سنوية تقام تحت رعاية غرفة التجارة. لم تسمح الظروف بذلك، بسبب استقالة الرئيس العابد من منصبه بعد أشهر قليلة، ودخول سورية في دوامة اضطرابات ما قبل اندلاع الحرب العالمية الثانية في عام 1939. بعد خروج الفرنسيين، قررّ تجار دمشق إحياء الفكرة مجدداً، ولكن الحرب الفلسطينية منعتهم من ذلك، ثم جاءت الانقلابات العسكرية وبقي الموضوع معلقاً حتى وصول العقيد أديب الشيشكلي إلى الحكم عام 1951. كلف الشيشكلي وزير الاقتصاد في عهده منير دياب وضع دراسة عن معرض سنوي يهدف إلى الترويج للمنتجات الوطنية وجلب استثمارات دولية وعربية في كافة القطاعات، على أن يقام في أحد أكبر ميادين دمشق، المعروف بمحلة مرج الحشيش، أو المرج الأخضر، وهو وقف قديم من زمن العهد الأيوبي، عرف منذ ذلك التاريخ بأرض معرض دمشق الدولي.

## المؤسسون
شُكِّلت لجنة إدارية لإقامة المعرض الجديد، مؤلفة من مديره العام الدكتور خالد بوظو، ونائبه الشاعر سليم الزركلي، ضمت عدداً من الأعيان، منهم رئيس غرفة التجارة مسلم السيوفي والنائب فخري البارودي. قرروا نقل الملعب البلدي الكبير ومضمار سباق الخيل من جوار الجامعة السورية والتكية السليمانية إلى آخر نقطة فارغة كانت موجودة هناك، بالقرب من ساحة الأمويين، تمهيداً لإنشاء أرض المعرض في مكانهما، بعد الحصول على موافقة من مديرية الأوقاف. الموقع كان استثنائياً بكل المقاييس، واسعاً وخلاباً، مطلاً على شارع الرئيس شكري القوتلي، الواصل بين ساحتي المرجة والأمويين.
نُقل الملعب البلدي القديم، الذي شيد عام 1925، إلى أرض قريبة تقع إلى جانب مسرح المعرض الجديد، وأضيف إليه المسبح البلدي. بنى المؤسسون أجنحة دائمة للدول المشاركة في المعرض، تمتد على طول نهر بردى من جوار متحف دمشق الوطني، وصولاً إلى مطعم الشرق الملاصق للمسرح. كذلك شيدت بحيرة البط الشهيرة ونوافير للمياه الملونة، ومعها مجسمات هندسية بأشكال مختلفة، وأعمدة إنارة نيون أبيض ومكبرات صوت ضخمة وزعت على كافة أرجاء أرض المعرض. أُقيمت قوس كبيرة عند مدخل المعرض، ومقابلها أعمدة رُفع عليها أعلام الدول المشاركة.
ألحّ مدير الشؤون الإنشائية يومها حسن مراد، على المهندس شكيب العمري أن يضع قوساً كبيرة للمعرض تشبه قوس قزح تكون قواعدها شبيهة لتلك الموجود في باريس عند برج إيفل، تمتدّ من بوابة المعرض إلى حديقة كازينو دمشق الدولي (التي أصبحت اليوم مقرّ فندق الفور سيزنز). شُيد القوس بحضور الرئيس الشيشكلي، الذي أطيح بحكمه في شباط 1954، أي قبل سبعة أشهر من بدء فعاليات المعرض. وبقيت القوس شاهدة على كل سنوات المعرض إلى أن أُزيلت عام 2005 عند افتتاح فندق الفورسيزنز، بعد سنتين من نقل أرض المعرض إلى مدينة المعارض على طريق مطار دمشق الدولي.

## الدورة الأولى
أأقيم أول معرض في دمشق في الأول من أيلول عام 1954 م، بحضور رئيس الجمهورية هاشم الأتاسي، واستمر لمدة شهر كامل وقد أقيم على مساحة قدرها 250 ألف متر مربع، وفاق عدد زواره المليون زائر من مختلف الدول، شاركت في الدورة الأولى للمعرض 26 دولة عربية وأجنبية إضافة لعدد من المؤسسات والشركات الصناعية والتجارية السورية.
ونُصب جسر مؤقت يصل بين ضفتي نهر بردى للوصول إلى وزارة المعارف (السياحة اليوم) دون الحاجة لاستعمال جسر المتحف الوطني، مع وجود منافذ أخرى لدخول الزوار تخفيفاً للضغط على البوابة الرئيسية. سُمح للسيارات، بالرغم من قلتها، بالوقوف على ضفاف النهر خلال الفعاليات، ولكن السير توقف كلياً في يوم الافتتاح، ابتداءً من بوابة المعرض، وصولاً إلى طلعة الجبخانة، المعروفة اليوم بطلعة قصر الضيافة. في يوم الافتتاح خطب مدير المعرض خالد بوظو، قائلًا: «إنه برهان ملموس على ما بلغته جهود أمة فتية ناشئة لم يمضِ على تحريرها بالكامل عقد واحد من السنين، في بعث حضارتها ومسايرة ركب المدنية في التقدم والعمران»، ثم ألقى نائبه سليم الزركلي قصيدة جاء في مطلعها: «اليوم عيدك يا شام فهللي وتفتحي عن عالم جنان...»
كان افتتاح معرض دمشق الدولي في الخمسينات حدثا دوليا اقتصاديا كبيرا حقق نجاحا فاق التوقعات، وكان النجاح على المستوى الاقتصادي والتجاري وكذلك على المستوى السياحي.

## فعاليات المعرض
لم يقتصر نشاط المعرض على أجنحة الدول المشاركة، والشركات، والأجنحة الصناعية والتجارية ومراكز الأعمال والنشاطات الاقتصادية، بل كانت تقام فعاليات فنية وثقافية ترافق المعرض كل عام مثل المهرجان المسرحي الذي تشارك فيه فرق مسرحية من مختلف الدول وكذلك حفلات فنية التي شارك ويشارك فيها سنويا نخبة من المغنين من سورية والدول العربية ودول لعالم، ومن أشهر من استضافهم مسرح المعرض المغنيتان العربيتان فيروز وأم كلثوم.

## تاريخ المعرض
تقع أرض معرض دمشق القديم في وسط مدينة دمشق والتي تمتد من ما يعرف بجسر الرئيس ومتحف دمشق الوطني حتى ساحة الأمويين بمحاذاة نهر بردى، وضمت مسطحات خضراء ونوافير مياه والأجنحة الدولية وأجنحة للصناعات السورية، والاستراحات ومسرح للحفلات الفنية.

### مدينة المعارض الجديدة
مع السنين وزيادة الازدحام داخل المدينة بشكل كبير كان لابد من مكان جديد للمعرض يوفر المساحات التي تناسب تزايد عدد الدول المشاركة والمشاركين وكذلك الزوار، فتم بناء مدينة للمعارض على طريق مطار دمشق الدولي، وفق أفضل المعايير الدولية وعلى مساحة كبيرة وجهزت بأحدث نظم التكنولوجيا وتجهيزات المعارض العالمية ليجري افتتاحها في 2003.
مواصفات وأرقام مدينة المعارض الجديدة:
- المساحة مليون ومائتي ألف متر مربع
- مساحة مباني العرض 63000 متر مربع
- مساحة أماكن العرض المكشوف 150000 متر مربع
- مباني المستودعات والمخازن والورش 17000 متر مربع
- مباني الخدمات 2600 متر مربع
- مباني إدارية 4500 متر مربع
- قاعات وصالات اجتماعات كبرى
- قاعات ملحقة بالأجنحة الدولية
- بنك (مصرف)
- مركز إطفاء
- مركز صحي
- مركز رجال أعمال
- مركز إذاعة وتلفزيون
- مركز إعلامي
- مراكز ومباني أمنية
- نظام مراقبة إلكتروني
- نظام تحكم إلكتروني
- قاعة حفلات
- مباني مطاعم وكافيتريات 12500 متر مربع
- مساحات الطرق الداخلية والمحيطة 150000 متر مربع
- مواقف تتسع لعدة آلاف من السيارات
- حدائق وساحات داخلية
- عدد بوابات الزوار 10 بوابات
- عدد بوابات السيارات 5 بوابات

### المعرض حديثا
بسبب أحداث الحرب الأهلية السورية توقف المعرض من سنة 2011 وحتى سنة 2016، ثم في سنة 2017 ومع استقرار الأوضاع الأمنية في ريف دمشق، أعيد افتتاح المعرض بعد 6 سنوات من الحرب، ولكن وبسبب الظروف التي فرضتها جائحة كورونا عالمياً أعلنت وزارة الاقتصاد والتجارة الخارجية تأجيل موعد إقامة الدورة الثانية والستين لمعرض دمشق الدولي - والتي كان من المفترض أن تقام سنة 2021- إلى موعد يحدد لاحقاً.
ومع استمرار الظروف الدولية غير المناسبة لم يقم المعرض سنة 2022 أيضا، ومن المفترض أن تقام الدورة الثانية والستين لمعرض دمشق الدولي في الفترة ما بين 23 آب ولغاية 1 أيلول 2023.

## يانصيب المعرض
يصدر يانصيب معرض دمشق الدولي منذ الخمسينات وبشكل دائم طوال السنة بدون توقف بعدة أنواع من الإصدارات، إصدارات دورية عادية، وإصدار ممتاز وإصدار رأس السنة وإصدار دورة المعرض ويتم السحب أسبوعيا (يوم الثلاثاء من كل أسبوع) على جوائز تصل قيمتها إلى ملايين الليرات السورية.

## الجهة المنظمة
تتولى حاليا تنظيم المعرض المؤسسة العامة للمعارض والاسواق الدولية، هي مؤسسة عامة تعمل في مجال تنظيم وإقامة المعارض وإصدارات يانصيب معرض دمشق الدولي. تتبع وزارة الاقتصاد والتجارة الخارجية، وتهدف إلى إقامة وتطوير المعارض داخل وخارج الجمهورية العربية السورية، ودعم شركات المعارض الوطنية، والعمل على التعريف بالمنتج الوطني محلياً ودولياً.